# James Kelly (astronauta)
James Kelly (ur. 14 maja 1964 w Burlington w stanie Iowa) – amerykański astronauta.

## Życiorys
W 1982 ukończył szkołę w Burlington, a w 1986 (z wyróżnieniem) inżynierię astronautyczną na United States Air Force Academy, w 1996 został magistrem inżynierii lotniczej i kosmicznej na University of Alabama. Służył w armii, ukończył z pierwszą lokatą kurs pilotażu w Sheppard Air Force Base w Wichita Falls w Teksasie oraz szkolenie w Luke Air Force Base w Phoenix. W październiku 1987 uzyskał licencję pilota, później służył m.in. w amerykańskiej bazie lotniczej na Okinawie. Skierowano go do szkoły pilotów doświadczalnych – Air Force Test Pilot School w Edwards Air Force Base w Kalifornii, którą ukończył w czerwcu 1994, po czym służył w bazie lotniczej Nellis Air Force Base w Las Vegas. Dosłużył się stopnia pułkownika, służbę w lotnictwie USA zakończył we wrześniu 2007. Ma wylatane ponad 3800 godzin na ponad 35 różnych typach samolotów. 1 maja 1996 został wybrany przez NASA kandydatem na astronautę, w sierpniu 1996 znalazł się w Centrum Lotów Kosmicznych imienia Lyndona B. Johnsona, gdzie przechodził szkolenie astronautyczne.
Od 8 do 21 marca 2001 był pilotem misji STS-102 trwającej 12 dni, 19 godzin i 49 minut. Od 26 lipca do 9 sierpnia 2005 również jako pilot brał udział w misji STS-114, trwającej 13 dni, 21 godzin i 32 minuty. 
Łącznie spędził w kosmosie 26 dni, 17 godzin i 21 minut. Opuścił NASA w grudniu 2010.
Stowarzyszenie Uczestników Lotów Kosmicznych (Association of Space Explorers) przyznało mu Universal Astronaut Insignia za lot orbitalny (nr 399).